# Amleto Sartori
Amleto Sartori (Padova, 3 novembre 1915 – Padova, 18 febbraio 1962) è stato uno scultore e poeta italiano celebre soprattutto per i suoi studi sulla maschera teatrale e le realizzazioni delle stesse.
Scultore, inizia nel secondo dopoguerra un fervido periodo di studi sulla maschera della commedia dell'arte che lo conduce a una tecnica di modellazione di maschere in cuoio su stampo in legno divenuta poi celebre. Anche suo figlio Donato seguirà le orme del padre intraprendendo lo stesso percorso artistico.
L'amicizia con Jacques Lecoq, che lo introduce al Piccolo Teatro di Milano dove incontrerà Giorgio Strehler e Paolo Grassi è una delle tappe della carriera dello scultore, ben presto ricercato da altri artisti come Ferruccio Soleri e Marcello Moretti per la costruzione di maschere per gli spettacoli teatrali.
Nel 1979 il figlio Donato Sartori fonda a Padova il Centro maschere e strutture gestuali, mentre nel 2004, sempre successivamente alla morte, verrà fondato ad Abano Terme il Museo Internazionale della Maschera "Amleto e Donato Sartori".